# 丹波路快速
丹波路快速（たんばじかいそく）とは、西日本旅客鉄道（JR西日本）が大阪駅 - 福知山駅間を東海道本線・福知山線（JR宝塚線）経由で運転している列車種別である。
本項では正式な路線名を示す場合を除いて、東海道本線のうち大阪駅から高槻・京都方面は「JR京都線」、大阪駅から三ノ宮・姫路方面は「JR神戸線」、宝塚・三田方面については「JR宝塚線」の愛称で記述する。

## 概要
JR西日本がアーバンネットワークの福知山線（JR宝塚線）系統で運行する快速列車の種別のひとつ。2000年（平成12年）3月のダイヤ改正からJR神戸線・JR京都線の新快速が全列車223系に統一されたことを期に、余剰となった221系がJR宝塚線の快速列車に導入され、同時に昼間の大阪駅発着の快速列車に「丹波路快速」の愛称がつけられた。当初は4連での運転だったが、2011年（平成23年）から本格的に8両での運転を開始した。一部列車は篠山口駅で篠山口駅 - 福知山駅間の普通列車と相互接続を行う。
快速との違いは、原則として223系電車または225系電車を使用し、篠山口駅または福知山駅を発着とする列車が「丹波路快速」となる（輸送障害時などで突発的に他の車種を使用する場合あり）。JR東西線・片町線（学研都市線）に直通する列車や、一部の大阪駅発着列車は207系電車または321系電車を使用するため「丹波路快速」ではなく「快速」である。ただし、大阪駅以遠のJR京都線に直通運転は行わない。また、篠山口駅・福知山駅に発着しないものは車種にかかわらず「丹波路快速」とは称しない。
篠山口駅以北の無人駅のホーム長が6両分しかないことから、福知山駅発着のうち、8両編成で運行される列車は篠山口駅で増解結を行い、篠山口駅 - 福知山駅間は4両編成で運行される。

## 運行概況
大阪発基準で、午前中と15時以降に発車する快速の一部が「丹波路快速」として運行される。平日のおおむね11時 - 15時台と土休日のおおむね12時 - 15時台は丹波路快速に代わり「区間快速」が運行される。
所要時間
大阪駅 - 宝塚駅間：約25分
大阪駅 - 三田駅間：約40分
大阪駅 - 篠山口駅間：約65分

### 停車駅
大阪駅 - 尼崎駅 - 伊丹駅 - 川西池田駅 - 中山寺駅 - 宝塚駅 - 西宮名塩駅 - 三田駅 - ＜この間各駅に停車＞ - 福知山駅
- 停車駅は快速と同一。

## 使用車両
網干総合車両所宮原支所に所属する223系電車または225系電車を使用する。いずれも最高速度を120 km/hに抑えた6000番台車が使用されており、性能は221系と同一で運転台に「221系性能」の表示がある。
当列車に使用される車両は120 km/h対応を表すオレンジ色の帯が前面貫通扉と乗務員扉下に貼付されている。また、223系ではJR東西線直通の直通快速に充当された名残から207系・321系同様にパンタグラフを2基搭載しており、現在は冬季霜取り用として用いられている。車両編成は4・6・8両編成で運行されているが、223系は4両編成しかないため、6両編成の列車は全て225系での運行である。
ダイヤが乱れた時などの突発的な代走では207系・321系が使用されることがあるため、両系列にも「丹波路快速」の種別幕が用意されている。

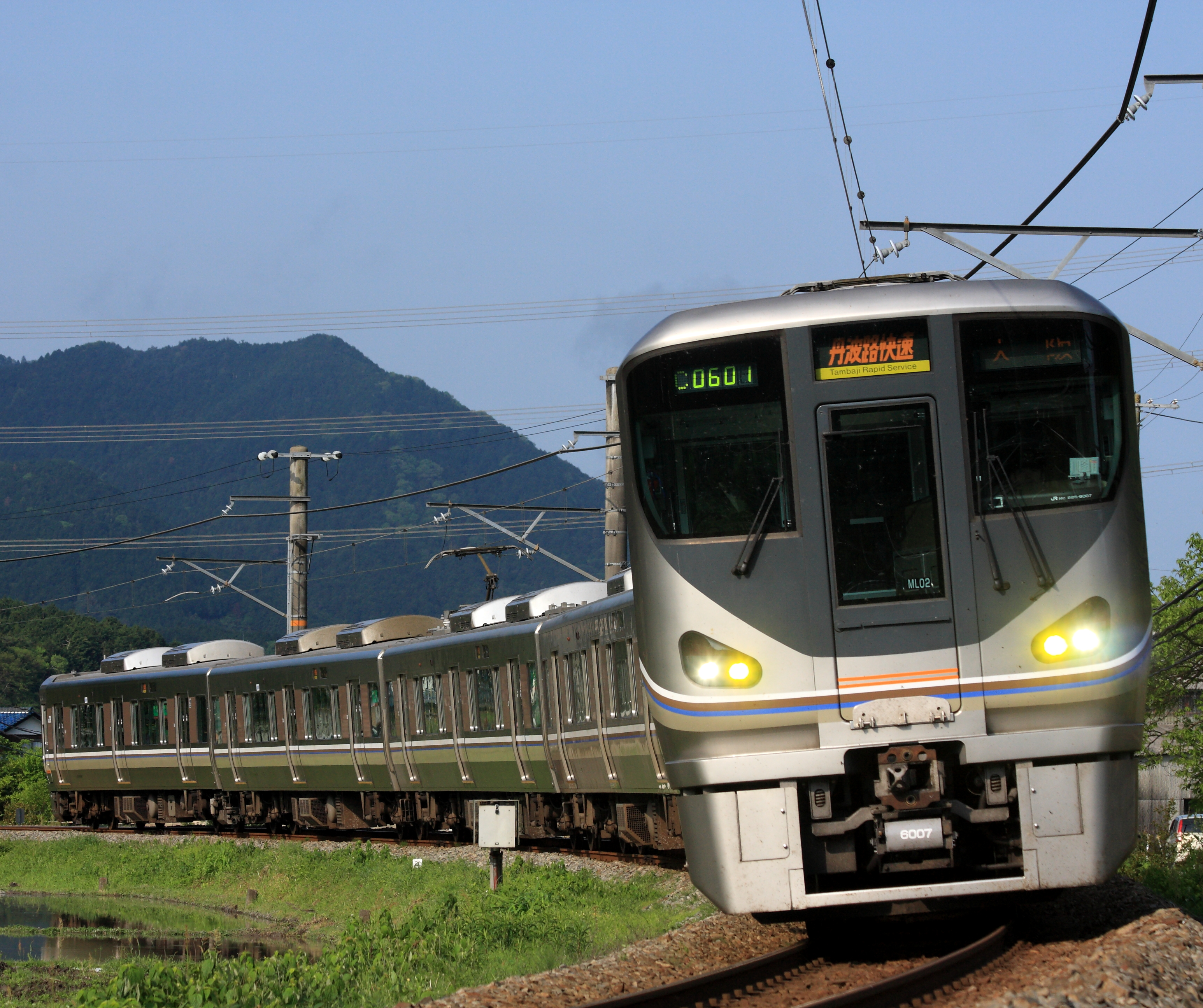
225系6000番台 （2012年 谷川駅 - 下滝駅間）

### 過去の使用車両
221系電車（2000年3月11日 - 2012年3月17日）

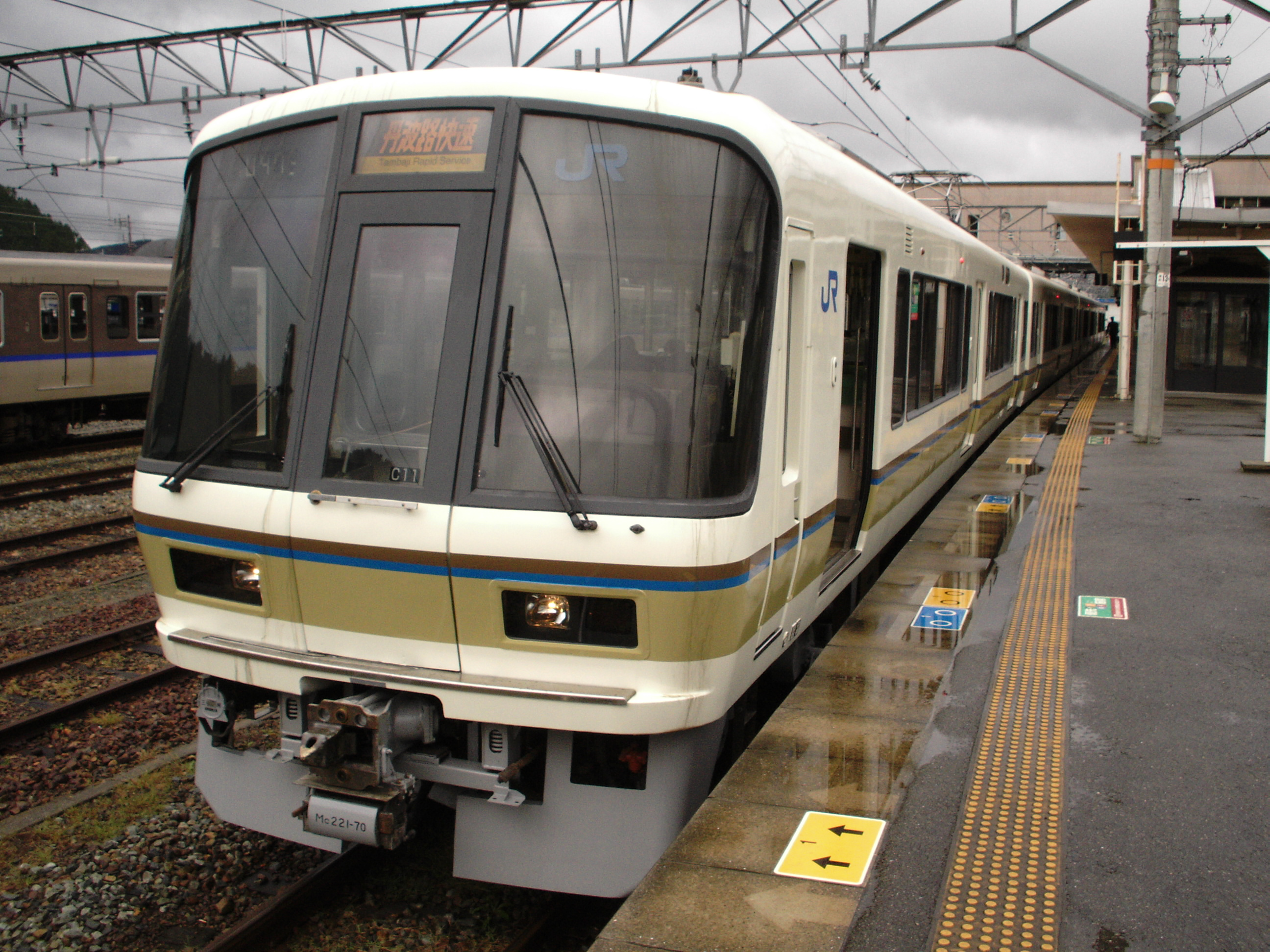
221系 （2006年 篠山口駅）

## 沿革
- 2000年（平成12年）3月11日：運行開始[1]。
- 2003年（平成15年）12月1日：中山寺駅を停車駅に追加[2]。
- 2005年（平成17年）
  - 4月25日：JR福知山線脱線事故の影響により、全線で運休[3]。
  - 6月19日：不通区間の復旧により、運転再開。
- 2008年（平成20年）6月28日：223系6000番台を投入[4]。
- 2011年（平成23年）3月12日：8両編成の列車が大幅に増加[要出典]。
- 2012年（平成24年）3月17日：225系6000番台を投入[5][6][7]。221系の運用を終了[6]。
- 2020年（令和2年）3月14日：日中の丹波路快速および快速を区間快速に変更[8][9]。
- 2025年（令和7年）3月17日：3月15日のダイヤ改正により、平日朝の大阪行き1本と平日夕方・夜の篠山口行き5本に指定席「快速 うれしート」を設定[10]。